# Austrobrickellia
Austrobrickellia, rod glavočika, dio tribusa Eupatorieae.

## Opis
Rod Austrobrickellia uključuje 3 grmolike ili polugrmolike vrste iz Argentine, Bolivije, Brazila i Paragvaja. King i Robinson (1987.) uspoređuju ovaj rod s Brickellia zbog njegovih cjevastih vjenčića, dugih klavastih (u obliku batine s debljim krajem prema gore) stilovih grana i dlakavog izbočenja u dnu stila, ali molekularni i kromosomski podaci svrstavaju ga s drugim južnoameričkim Eupatorieae rodovima.

## Vrste
1. Austrobrickellia arnottii (Baker) R.M.King & H.Rob.
2. Austrobrickellia bakerianum (B.L.Rob.) R.M.King & H.Rob.; brazilski endem iz Rio Grande do Sula
3. Austrobrickellia patens (Hook. & Arn.) R.M.King & H.Rob.